# Mesnali
Mesnali är en tätort i Ringsakers kommun i Innlandet fylke i sydöstra Norge. Orten ligger där fylkesväg 229 möter fylkesväg 1664, öster om staden Lillehammer. Här finns Mesnali kyrka.

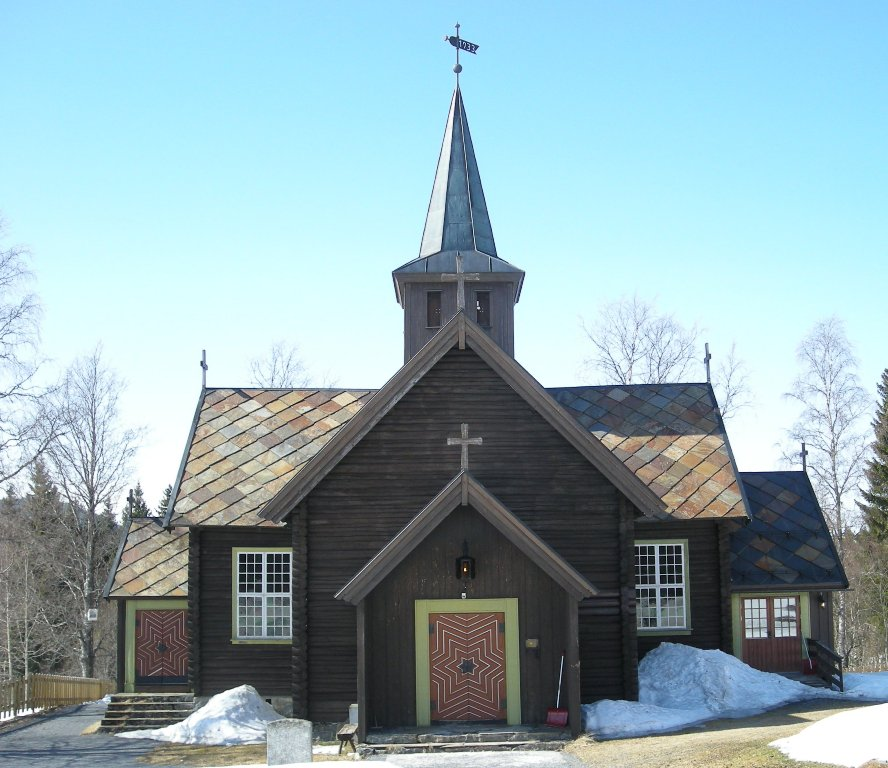
Mesnali kyrka.